# Kraftpaket
Kraftpaket war eine tägliche Musik-Sendung bei SR 1 Europawelle Saar, die von 1984 bis 1991 ausgestrahlt wurde.
Die Sendung erschien erstmals am 28. Januar 1984 und widmete sich überwiegend moderner Musik aus den Charts. Sie lief täglich von 18.10 bis 20.00 Uhr und hatte je nach Wochentag ein spezielles Konzept. Als Moderatoren waren Wolfgang Hellmann, Wilfried Eckel, Volkmar Lodholz und Dieter Exter zu hören. Die letzte Sendung lief am 31. Dezember 1991.
Das Erkennungslied zu Anfang basiert auf einem von Wolfgang Hellmann besprochenen Sample von Our Song der englischen Rockband Yes (aus dem Album 90125 von 1983).

## Sendungen
- Montags: Bei Anruf Hit (Zuhörer konnten einen Charts-Titel wünschen, der innerhalb von drei Minuten im Archiv gefunden werden musste. Falls die Suche nicht erfolgreich war, gewann der Anrufer ein Singles-Paket von 60 Stück.)
- Dienstags: Super-Maxis / Konzertkalender (Von aktuellen Titeln wurde die Maxi-Version ausgespielt, in der zweiten Stunde wurden die Daten von Künstlern auf Tournee bekanntgegeben.)
- Mittwochs: Hits aktuell / Top 75 (Aktuelle Chart-Hits aus England und den USA wurden vorgestellt, in der zweiten Stunde wurden die kompletten deutschen Musikcharts, Top 75, vorgelesen.)
- Donnerstags: Hit-Tip / Hit-Container (Neue Titel wurden vorgestellt, im Hit-Container wurden als „Hits im Dreierpack“ drei Titel ohne Moderation ausgespielt.)
- Freitags: Treffpunkt Studio (Vereine und Gruppierungen aus dem Saarland waren im Studio eingeladen und konnten Musikwünsche äußern.)
- Samstags: Euro-Parade (Die europäischen Musik-Charts wurden zu einer Euro-Parade zusammengefasst und vorgelesen.)
- Sonntags: Schülerhits (Es wurden Musikwünsche gespielt, die die Hörer per Postkarte einreichen konnten.)